# Milton Casco
Milton Óscar Casco (María Grande, 11 aprile 1988) è un calciatore argentino, difensore del River Plate.

## Caratteristiche tecniche
È un terzino sinistro, dotato di buona velocità, essendo duttile tatticamente, può agire anche sulla fascia opposta.

## Carriera

### Nazionale
È stato incluso da Gerardo Martino fra i convocati per la Copa América 2015.

## Statistiche

### Presenze e reti nei club
Statistiche aggiornate al 17 agosto 2025.
| Stagione                 | Squadra                  | Campionato               | Campionato | Campionato | Coppe nazionali | Coppe nazionali | Coppe nazionali | Coppe continentali | Coppe continentali | Coppe continentali | Altre coppe | Altre coppe | Altre coppe | Totale | Totale |
| Stagione                 | Squadra                  | Comp                     | Pres       | Reti       | Comp            | Pres            | Reti            | Comp               | Pres               | Reti               | Comp        | Pres        | Reti        | Pres   | Reti   |
| ------------------------ | ------------------------ | ------------------------ | ---------- | ---------- | --------------- | --------------- | --------------- | ------------------ | ------------------ | ------------------ | ----------- | ----------- | ----------- | ------ | ------ |
| 2008-2009                | Gimnasia (LP)            | PD                       | 2          | 0          | -               | -               | -               | -                  | -                  | -                  | -           | -           | -           | 2      | 0      |
| 2009-2010                | Gimnasia (LP)            | PD                       | 14         | 0          | -               | -               | -               | -                  | -                  | -                  | -           | -           | -           | 14     | 0      |
| 2010-2011                | Gimnasia (LP)            | PD                       | 25+3       | 0          | -               | -               | -               | -                  | -                  | -                  | -           | -           | -           | 28     | 0      |
| 2011-2012                | Gimnasia (LP)            | PB                       | 31         | 0          | -               | -               | -               | -                  | -                  | -                  | -           | -           | -           | 31     | 0      |
| Totale Gimnasia (LP)     | Totale Gimnasia (LP)     | Totale Gimnasia (LP)     | 72+3       | 0          |                 | -               | -               |                    | -                  | -                  |             | -           | -           | 75     | 0      |
| 2012-2013                | Newell's Old Boys        | PD                       | 21         | 2          | CA              | 1               | 0               | CL                 | 12                 | 2                  | -           | -           | -           | 34     | 4      |
| 2013-2014                | Newell's Old Boys        | PD                       | 33         | 3          | CA              | 1               | 0               | CL                 | 6                  | 1                  | -           | -           | -           | 40     | 4      |
| 2014                     | Newell's Old Boys        | PD                       | 11         | 0          | -               | -               | -               | -                  | -                  | -                  | -           | -           | -           | 11     | 0      |
| gen.-sett. 2015          | Newell's Old Boys        | PD                       | 17         | 0          | CA              | 1               | 0               | -                  | -                  | -                  | -           | -           | -           | 18     | 0      |
| Totale Newell's Old Boys | Totale Newell's Old Boys | Totale Newell's Old Boys | 82         | 5          |                 | 3               | 0               |                    | 18                 | 3                  |             | -           | -           | 103    | 8      |
| sett.-dic. 2015          | River Plate              | PD                       | 5          | 0          | -               | -               | -               | CS                 | 6                  | 0                  | -           | -           | -           | 11     | 0      |
| 2016                     | River Plate              | PD                       | 9          | 1          | CA              | 4               | 0               | CL                 | 6                  | 0                  | RS          | 2           | 0           | 21     | 1      |
| 2016-2017                | River Plate              | PD                       | 20         | 0          | CA              | 3               | 0               | CL                 | 9                  | 0                  | SA          | 1           | 0           | 33     | 0      |
| 2017-2018                | River Plate              | PD                       | 12         | 1          | CA              | 5               | 0               | CL                 | 8                  | 0                  | SA          | 0           | 0           | 25     | 1      |
| 2018-2019                | River Plate              | PD                       | 13         | 0          | CA+CdL          | 4+1             | 0               | CL                 | 6                  | 0                  | RS+Cmc      | 1+2         | 0           | 27     | 0      |
| 2019-2020                | River Plate              | PD                       | 19         | 1          | CA+CdL          | 2+7             | 0               | CL                 | 8                  | 1                  | -           | -           | -           | 36     | 2      |
| 2021                     | River Plate              | PD                       | 18         | 0          | CdL             | 8               | 0               | CL                 | 9                  | 0                  | SA+TdC      | 1+1         | 0           | 37     | 0      |
| 2022                     | River Plate              | PD                       | 18         | 0          | CA+CdL          | 3+12            | 1+0             | CL                 | 8                  | 0                  | -           | -           | -           | 41     | 1      |
| 2023                     | River Plate              | PD                       | 23         | 0          | CA+CdL          | 0+10            | 0               | CL                 | 7                  | 0                  | TdC         | 2           | 0           | 42     | 0      |
| 2024                     | River Plate              | PD                       | 18         | 0          | CA+CdL          | 1+2             | 0               | CL                 | 1                  | 0                  | SA          | 0           | 0           | 22     | 0      |
| 2025                     | River Plate              | PD                       | 9          | 0          | CA              | 1               | 0               | CL                 | 2                  | 0                  | SI+CmC      | 1+1         | 0           | 14     | 0      |
| Totale River Plate       | Totale River Plate       | Totale River Plate       | 164        | 3          |                 | 63              | 1               |                    | 70                 | 1                  |             | 12          | 0           | 309    | 5      |
| Totale carriera          | Totale carriera          | Totale carriera          | 321        | 8          |                 | 66              | 1               |                    | 88                 | 4                  |             | 12          | 0           | 487    | 13     |

### Cronologie presenze e reti in nazionale
| Cronologia completa delle presenze e delle reti in nazionale ― Argentina | Cronologia completa delle presenze e delle reti in nazionale ― Argentina | Cronologia completa delle presenze e delle reti in nazionale ― Argentina | Cronologia completa delle presenze e delle reti in nazionale ― Argentina | Cronologia completa delle presenze e delle reti in nazionale ― Argentina | Cronologia completa delle presenze e delle reti in nazionale ― Argentina | Cronologia completa delle presenze e delle reti in nazionale ― Argentina | Cronologia completa delle presenze e delle reti in nazionale ― Argentina |
| Data                                                                     | Città                                                                    | In casa                                                                  | Risultato                                                                | Ospiti                                                                   | Competizione                                                             | Reti                                                                     | Note                                                                     |
| ------------------------------------------------------------------------ | ------------------------------------------------------------------------ | ------------------------------------------------------------------------ | ------------------------------------------------------------------------ | ------------------------------------------------------------------------ | ------------------------------------------------------------------------ | ------------------------------------------------------------------------ | ------------------------------------------------------------------------ |
| 7-6-2015                                                                 | San Juan                                                                 | Argentina                                                                | 5 – 0                                                                    | Bolivia                                                                  | Amichevole                                                               | -                                                                        | 61’                                                                      |
| 5-9-2015                                                                 | Houston                                                                  | Argentina                                                                | 7 – 0                                                                    | Bolivia                                                                  | Amichevole                                                               | -                                                                        | 77’                                                                      |
| 19-6-2019                                                                | Belo Horizonte                                                           | Argentina                                                                | 1 – 1                                                                    | Paraguay                                                                 | Coppa America 2019 - 1º turno                                            | -                                                                        |                                                                          |
| Totale                                                                   |                                                                          | Presenze                                                                 | 3                                                                        |                                                                          | Reti                                                                     | 0                                                                        |                                                                          |

## Palmarès

### Club

#### Competizioni nazionali
- Campionato argentino: 3

Newell's: 2012-2013 (C)
River Plate: 2021, 2023
- Copa Argentina: 3

River Plate: 2015-2016, 2016-2017, 2018-2019
- Supercopa Argentina: 2

River Plate: 2019, 2023
- Trofeo de Campeones de la Liga Profesional: 2

River Plate: 2021, 2023

### Competizioni internazionali
- Recopa Sudamericana 2

River Plate: 2016, 2019
- Coppa Libertadores: 1

River Plate: 2018